# Aeroporto di Alphonse
L'Aeroporto di Alphonse (IATA: nessuno, ICAO: FSAL) è un aerodromo che serve le isole Alphonse nell'area delle Isole lontane delle Seychelles.
È localizzato sul suolo dell'atollo Alphonse a 400 chilometri a sud-ovest di Mahé e 87 km dalle Amirante e a 3 km dall'atollo St. François.
La struttura, posta all'altitudine di 3 m sopra il livello del mare, ha una pista in calcestruzzo di 1 214 per 12 m e ulteriori 6,5 m di larghezza in erba da ambo le parti della pista che fanno così raggiungere la larghezza di 25 metri. La pista è situata nelle prossimità dell'Alphonse Island Resort.
L'aeroporto è gestito da Island Deveoplment Company, IDC ed effettua attività secondo le regole del volo a vista (VFR).
La IDC ovvero Island Deveoplment Company offre voli tra Alphonse e l'aeroporto di Mahé impiegando circa un'ora di volo.